# Mallalienne
Mallalienne (àrab: ملاليين, Mallāliyyīn; amazic estàndard marroquí: ⵎⴰⵍⵍⴰⵍⵢⵢⵏ, Mallalyyn) és una comuna rural de la província de Tetuan, a la regió de Tànger-Tetuan-Al Hoceima, al Marroc. Segons el cens de 2014 tenia una població total de 9.177 persones.